# Thelotrema albo-olivaceum
Thelotrema albo-olivaceum är en lavart som beskrevs av Vain. Thelotrema albo-olivaceum ingår i släktet Thelotrema och familjen Graphidaceae.   Inga underarter finns listade i Catalogue of Life.